# شهرداری دوشتی
شهرداری دوشتی (گرجی: დუშეთის მუნიციპალიტეტი) یکی از شهرداری‌های گرجستان در استان متسختا-متیانتی است. مرکز اداری آن دوشتی است.
جمعیت: ۲۵۶۵۹ 
مساحت: ۲۹۸۱.۵ کیلومتر مربع